# Niesky
Niesky (în poloneză Niska, în sorabă de sus Niska) este un oraș în estul landului Saxonia din Germania. Are 12 mii locuitori. Este centrul administrativ al districtului Silezia Inferioară - Luzația de Sus.
 Polonia–Saxonia 1742–1763

 Principatul Saxoniei 1763–1806

 Regatul Saxoniei 1806–1815

 Regatul Prusiei 1815–1871

 Imperiul German 1871–1918

 Republica de la Weimar 1918–1933

 Imperiul German 1933–1945

 Zonele aliate de ocupație din Germania 1945–1949

 Republica Democrată Germană 1949–1990

 Republica Federală Germană 1990–prezent 

## Galerie de imagini

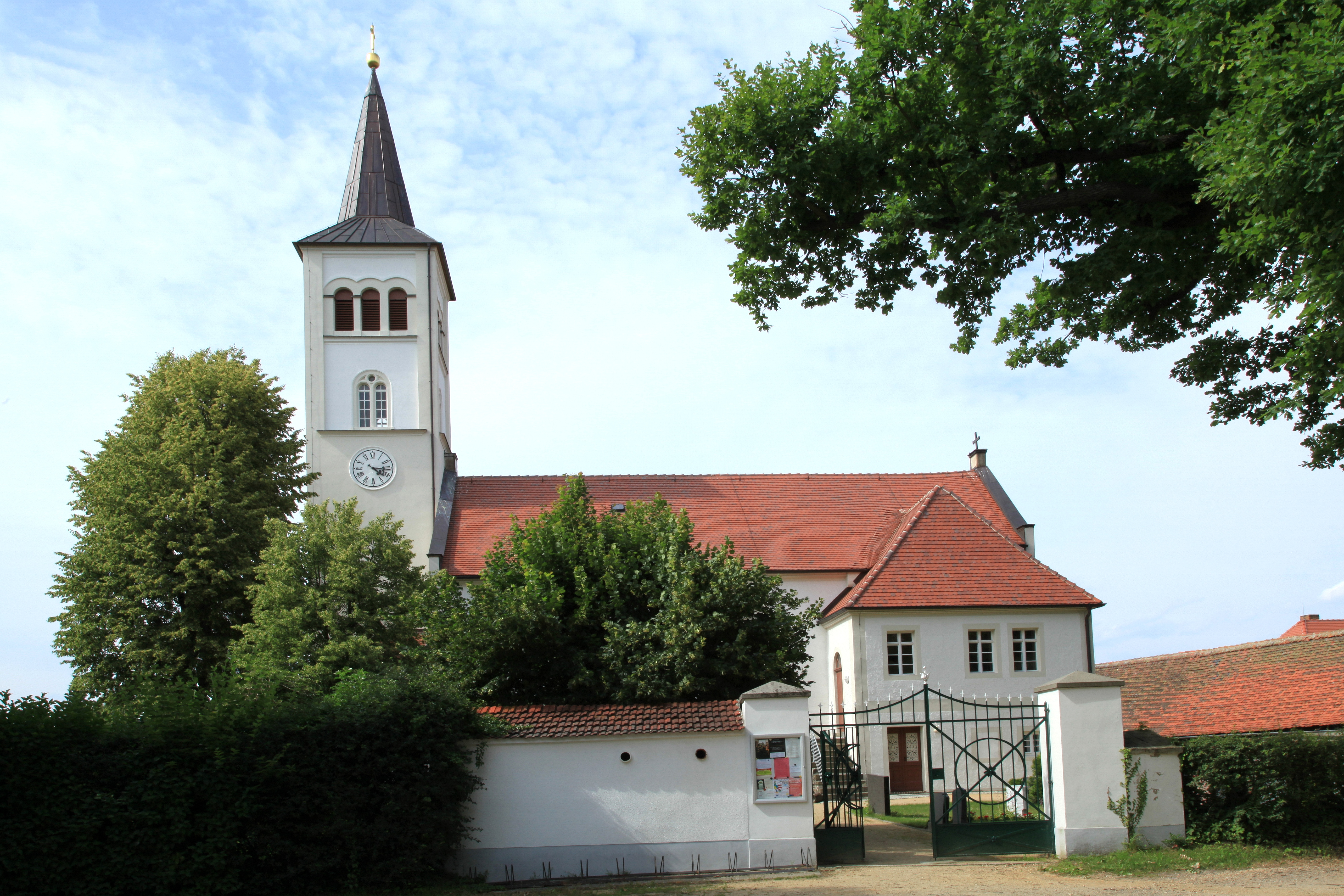
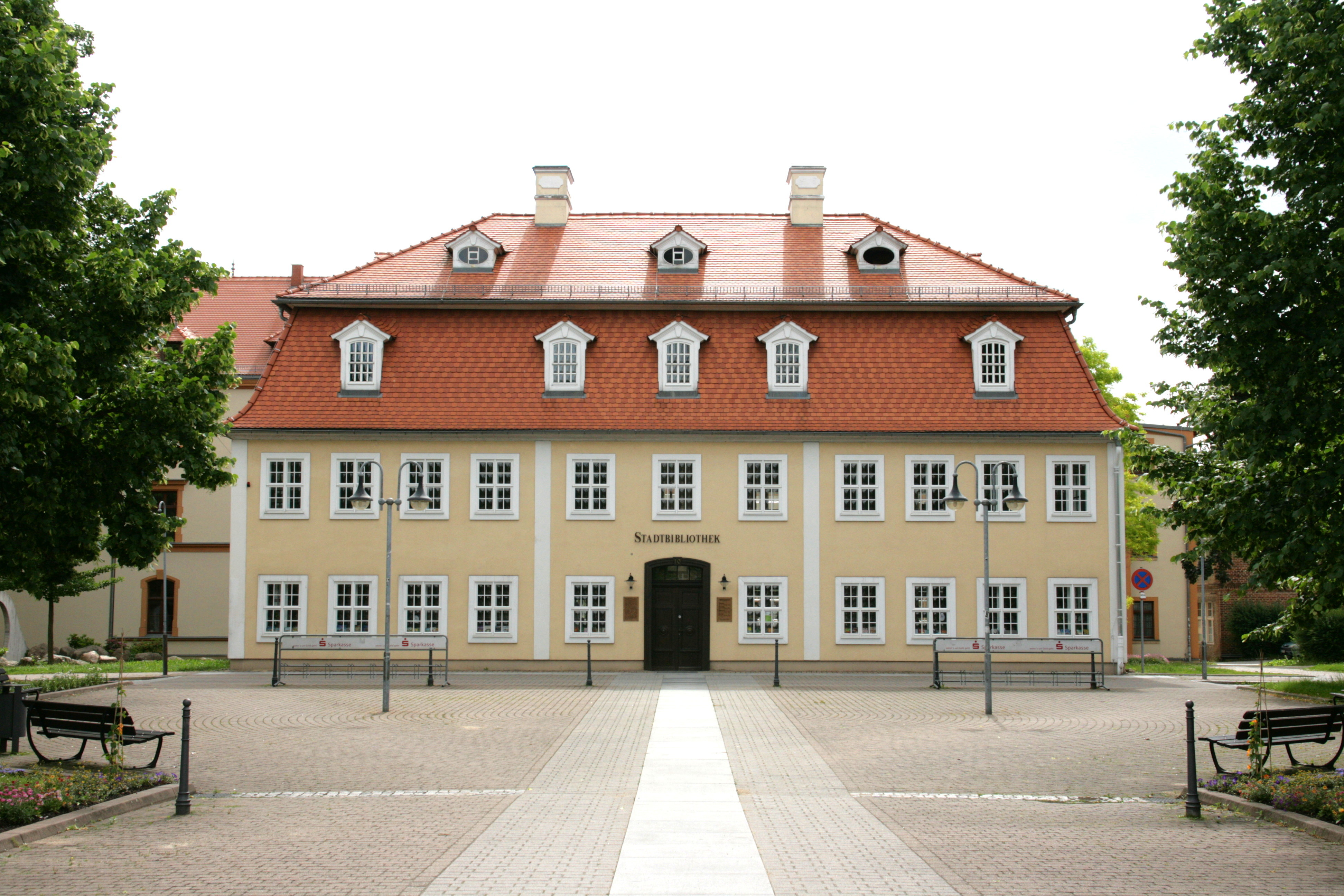
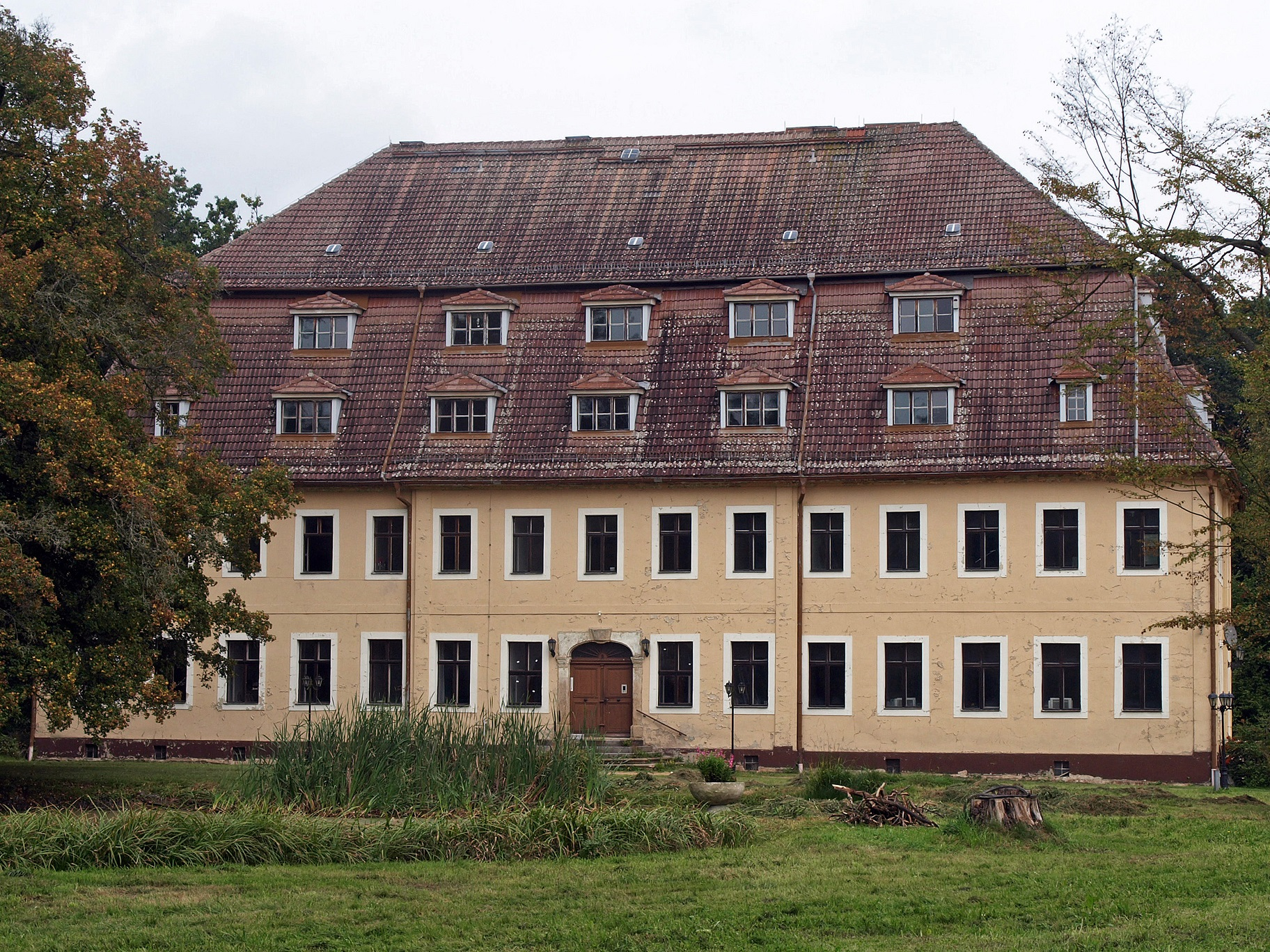
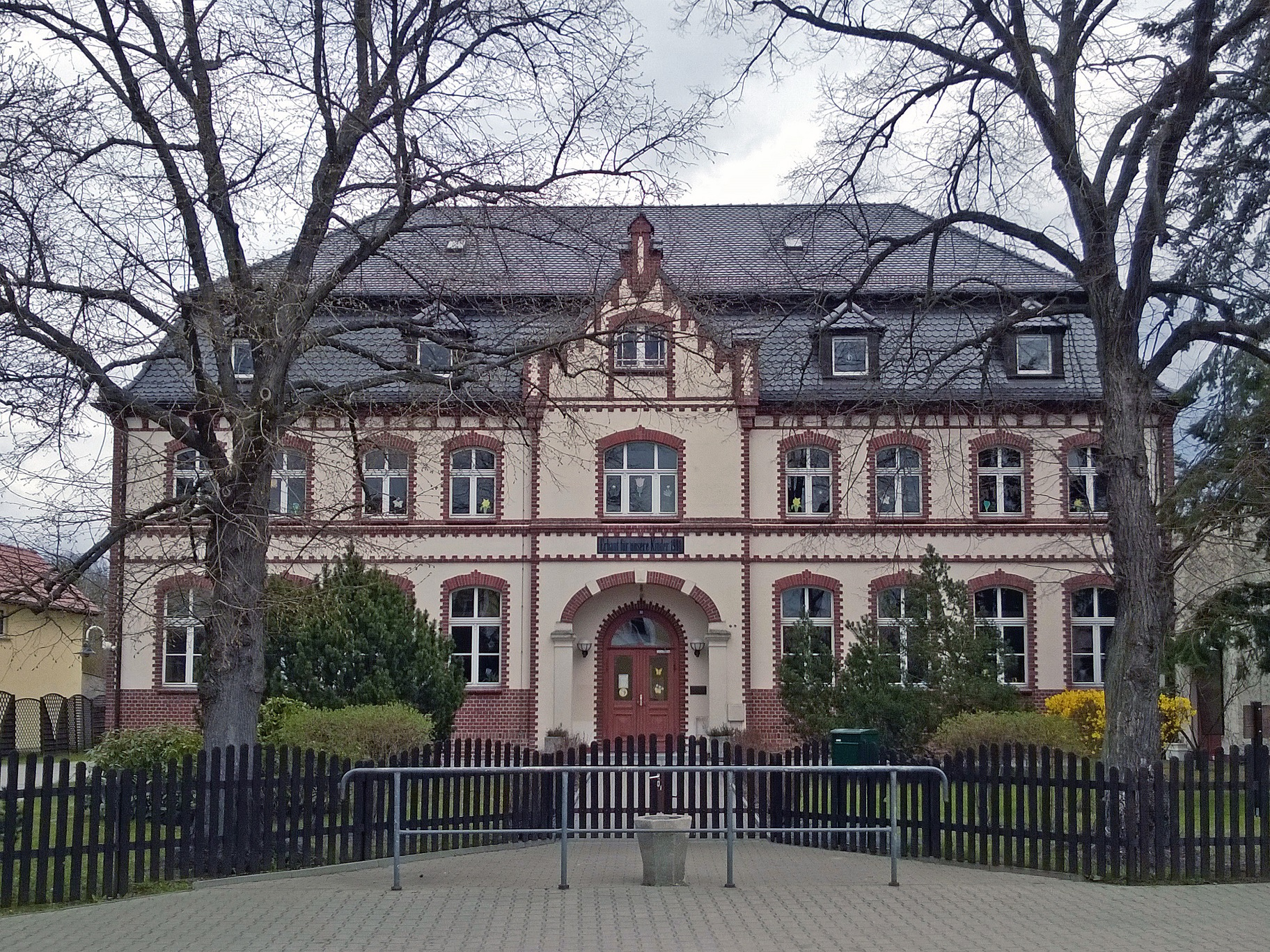
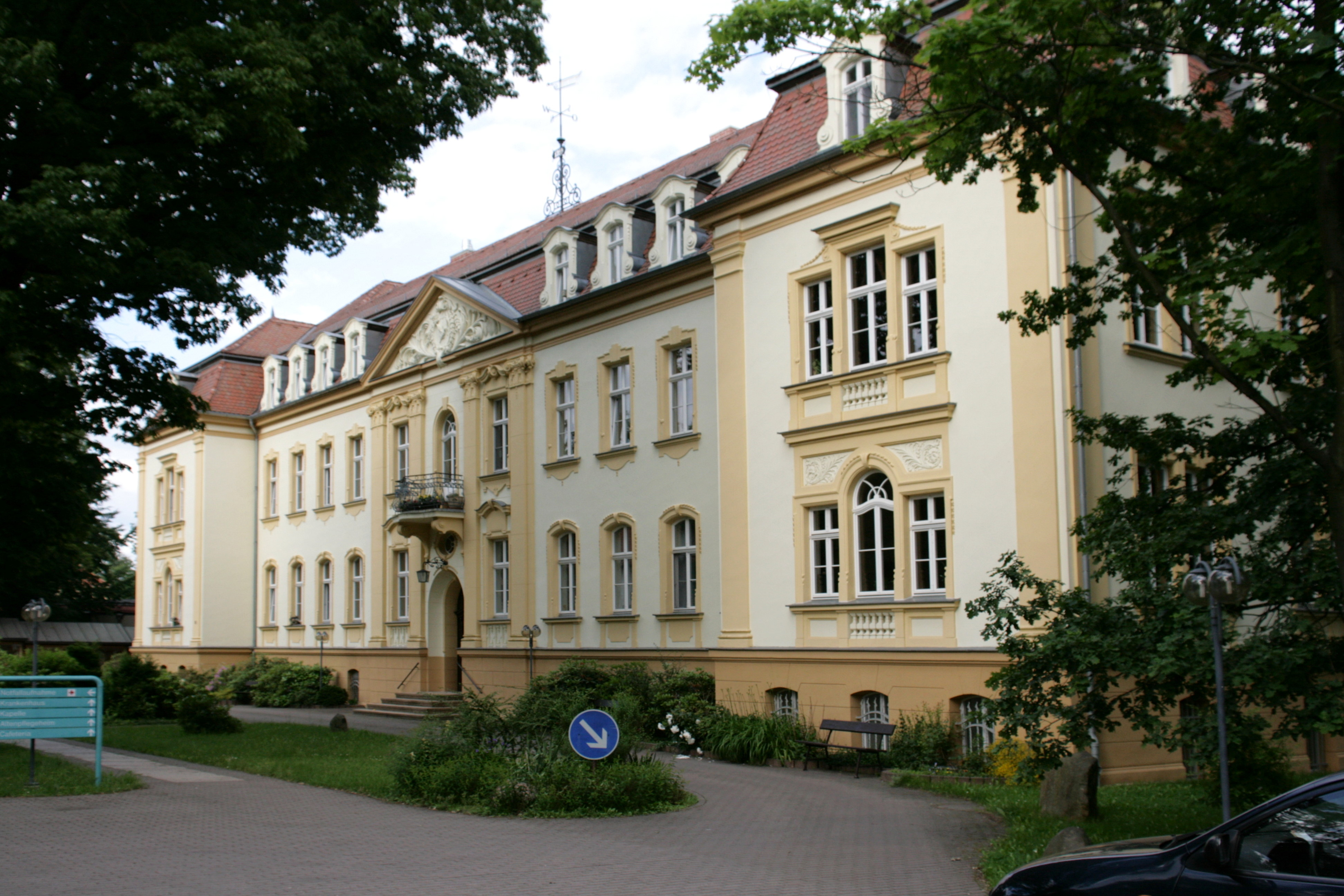

1. ↑  Alle politisch selbständigen Gemeinden mit ausgewählten Merkmalen am 31.12.2018 (4. Quartal) (în germană), Statistisches Bundesamt[*], arhivat din original la 10 martie 2019, accesat în 10 martie 2019